# タンゴスジシマドジョウ
タンゴスジシマドジョウ（丹後條縞泥鰌、Cobitis takenoi）は、京都府丹後半島固有のシマドジョウの一種。

## 分布
本州の京都府丹後半島の一河川。

## 形態
各館の条数は、背鰭ii+7、臀ii+5、胸籍i+7
〜8、腹鰭i+6、尾鰭8+8。3対の口髭を有し、第2口髭長は眼径とほぼ同長。
背部斑紋L1は11〜16の四角形から楕円形の斑紋列となる。体側斑紋L2～L4は個体変異が大きく、L2はギザギザした縦条か半円状の斑紋列、L3は明瞭な縦条模様か細い点列、L4は細い網目状の縦条模様か細い点列となる。メスと非繁殖期のオスの体側斑紋L5は11〜17の円形から楕円形の斑紋列となる。繁殖期のオスの体側斑紋L4はほとんど消失し、L3とL5は明瞭な縦条に変化する。
尾鰭と背鰭には3〜4列の弓状の横帯がある。尾付け根の黒点は上下とも明瞭で、互いに接続しない。上の黒点は眼径と同程度から
やや大きい程度。胸鰭腹間筋節数は14。オス胸緒の骨質盤は単純な円形で、第1分枝軟条の上片は細い。4倍体種。体長は65～85mm。

## 生態
河川の中・下流域に生息する。ゆるやかな流れがある植生が豊富な砂機底の場所を好む。生活史の詳細は不明だが、オスの体側斑紋の変化状況から繁殖期は5〜7月頃と考えられる。産卵は岸部の植生域に移動して行うと考えられるが、不明な点が多い。野外における寿命や成熟年齢も不明であるが、飼育下では1年で成熟し、3年以上生存する。生息地ではオオシマドジョウと同所的にみられる場合が多い。

## 研究
2010年に竹野誠人らによって報告され、もともとスジシマドジョウ4倍体性集団丹後型と呼ばれていた。その後2012年にタンゴスジシマドジョウという標準和名が与えられ、2016年に新種として記載された。種小名takenoiは、本種を発見した竹野への献名。長くオオガタスジシマドジョウとして扱われてきたため、この種特有の地方名は無い。
福井県三方湖から正体不明の個体群が確認されており、核型の特徴がオオガタスジシマドジョウに似ているが、本種であると考えられる存在が報告されている。
ミトコンドリアDNA塩基配列の特徴は琵琶湖に分布するオオガタスジシマドジョウや山口県に分布するヤマトシマドジョウA型に近縁である。ただし、形態的な特徴は大きく異なっており、分布域も離れていることから、生物地理学的に大変重要で、研究が待たれる。

## 利用
生息個体数が極めて少ないため、商用に利用されることはない。また、国内希少野生動植物種に指定されており、捕獲等には許可を要する（原則禁止）。

## 区別
同属のオオシマドジョウが同一水系に分布するが、本種に比べて第2口髭長がより長いこと、
背部斑紋L1の間隔が大きいごオスの体側斑L5は周年を通し美菜であること、オス胸鯺の骨質盤がくちばし状であることなどの特徴から本種との区別が可能である。分布域外の同属種としてはヤマトシマドジョウによく似ているが、本種に比べて第2口髭長が長いこと、オス胸の第1分枝軟条上片が太いことなどの特徴から区別が可能である。

## 保全状況
現在確認されている生息地は1水系のみで、生息範囲も限られる。そのため、個体数は非常に少なく、小規模な環境改変でも絶滅する可能性は非常に高く、絶滅危惧ⅠA類に指定されている。国内希少野生動植物種にも指定されている。京都水族館での飼育下繁殖例がある。
絶滅危惧IA類 (CR)（環境省レッドリスト）